# Администрация портов Кении
Администрация портов Кении (англ. Kenya Ports Authority) — государственное предприятие, отвечающее за поддержание, эксплуатацию, улучшение и регулирование всех запланированных морских портов на побережье Индийского океана в Кении, включая в том числе гавань Килиндини в Момбасе. Другие порты включают в себя: Ламу, Малинди, Килифи, Мтвапа, Киунга, Шимони, Фунзи и Ванга.

## Расположение
Штаб-квартира расположена недалеко от Мбараки-роуд, в районе Мбараки, на острове Момбаса на кенийском побережье Индийского океана. Координаты штаб-квартиры Администрации портов Кении: 04°04’13,0" ю. ш., 39°39’52,0" в. д. (широта: −4,070267; долгота: 39,664452).

## История
Основана в 1978 году актом парламента Кении.

## Обзор
Администрация портов Кении является инвестором компании Kenya National Shipping Line, государственной корпорации Кении, образованной в 1989 году, в настоящее время принадлежащей в том числе трём иностранным корпоративным инвесторам.
В 1989 году правительство Кении объединило управление и регулирование существующих паромных переправ, включая паромную переправу Ликони в Момбасе в одну дочернюю компанию Администрации портов Кении — Kenya Ferry Services. В 1998 году дочерняя компания получила статус независимой государственной корпорации Кении, 20 % которой принадлежало Администрацию портов Кении, а 80 % другим государственным организациям Кении.
Администрация портов Кении также владеет различными спортивными командами, в том числе командой кенийской премьер-лиги «Бандари» и ведущим баскетбольным клубом.
В августе 2014 года Администрация портов Кении подписала сделку на сумму 478 миллионов долларов США с China Communications Construction на строительство трёх причалов в Ламу стоимостью 24 миллиарда долларов США и транспортного коридора Ламу-Южный Судан-Эфиопия. После завершения строительства количество причалов в порту Ламу увеличится до 32.